# Лазурі (Сату-Маре)
Лазурі (рум. Lazuri) — село у повіті Сату-Маре в Румунії. Адміністративний центр комуни Лазурі.
Село розташоване на відстані 453 км на північний захід від Бухареста, 7 км на північ від Сату-Маре, 131 км на північний захід від Клуж-Напоки.

## Населення
За даними перепису населення 2002 року у селі проживали 2447 осіб.
Національний склад населення села:
| Національність | Кількість осіб | Відсоток |
| -------------- | -------------- | -------- |
| угорці         | 1945           | 79,5%    |
| румуни         | 479            | 19,6%    |
| німці          | 12             | 0,5%     |
| цигани         | 9              | 0,4%     |

Рідною мовою назвали:
| Мова      | Кількість осіб | Відсоток |
| --------- | -------------- | -------- |
| угорська  | 1972           | 80,6%    |
| румунська | 469            | 19,2%    |